# Israelische Badmintonmeisterschaft 1984
Die Israelische Badmintonmeisterschaft 1984 war die achte Austragung der nationalen Titelkämpfe von Israel im Badminton. Sie fand im Kibbuz Hatzor statt.

## Sieger und Finalisten
| Disziplin    | Gold                          | Silber                    |
| ------------ | ----------------------------- | ------------------------- |
| Herreneinzel | Nissim Duk                    |                           |
| Dameneinzel  | Irit Ben Shushan              | Bruria Serrouya           |
| Herrendoppel | Nissim Duk Reuven Moses       | Yona Dukalski Geri Reznik |
| Damendoppel  | Aliza Moses Bruria Serrouya   | Eva Unglick               |
| Mixed        | Reuven Moses Irit Ben Shushan | Victor Yusim Eva Unglick  |